# 酷兒棕櫚獎
酷兒棕櫚獎（法語：Queer Palm）是法國戛納電影節上的獨立評選環節，旨在表彰入選戛納電影節的LGBT題材電影。該獎項由記者弗朗克·费尔南-马杜雷拉（Franck Finance-Madureira）於2010年創立，並得到了《完美情郎》、《巧克力男孩》、《春色海灘》、《樹木與森林》等電影的製片人奧立維耶·杜卡斯第和賈克·馬汀諾的贊助。酷兒棕櫚獎所入圍的LGBT題材電影均從坎城影展的正式競賽單元、一種注目單元、影評人週單元、導演雙週單元、ACID單元中挑選。
與柏林影展的泰迪熊獎和威尼斯影展的酷兒獅獎一樣，酷兒棕櫚獎也是國際上針對LGBT題材電影的主要獎項。但由於該獎項面臨邊緣化並被坎城影展拒絕列為官方單元而受到一些人的批評。
從2022年開始，酷兒棕櫚獎與克萊蒙費宏短片影展合作，共同評選最佳酷兒短片獎，用於表彰該電影節的LGBT主題電影短片。

## 獲獎影片

### 長片類
| 頒獎年份 | 獲獎影片               | 出品國家             | 導演                 |
| -------- | ---------------------- | -------------------- | -------------------- |
| 2010     | 大爆炸（）             | 美国 · 法國          | 葛瑞格·荒木          |
| 2011     | 美麗（）               | 南非                 | 奧利維·艾爾曼紐斯    |
| 2012     | 雙面勞倫斯（）         | 加拿大               | 札維耶·多藍          |
| 2013     | 湖畔的陌生人（）       | 法國                 | 阿蘭·吉侯迪          |
| 2014     | 驕傲大聯盟（Pride）         | 英国 · 法國          | 馬修·沃楚斯          |
| 2015     | 因為愛你（Carol）           | 英国 · 美国          | 陶德·海恩斯          |
| 2016     | 泰雷茲的生活（）       | 法國                 | 賽巴斯汀·里席茲      |
| 2017     | BPM（120 Battements par minute）                | 法國                 | 羅賓·康皮洛          |
| 2018     | 芭蕾少女夢（Girl）         | 比利时 · 荷蘭        | 盧卡斯·東特          |
| 2019     | 燃燒女子的畫像（Portrait de la jeune fille en feu）     | 法國                 | 瑟琳·席安瑪          |
| 2020     | 因法國新冠疫情而停辦   | 因法國新冠疫情而停辦 | 因法國新冠疫情而停辦 |
| 2021     | 巴黎急診中（）         | 法國                 | 凱薩琳·科西妮        |
| 2022     | 愛情美樂地（）         | 巴基斯坦             | 塞姆·薩迪克          |
| 2023     | 怪物（怪物）               | 日本                 | 是枝裕和             |
| 2024     | 距離世界盡頭三公里（） | 羅馬尼亞             | 伊曼紐·帕烏          |
| 2025     | 最小的女兒（）         | 法國                 | 阿弗西娅·埃尔齐      |

### 短片類
| 頒獎年份 | 獲獎影片             | 出品國家             | 導演                  |
| -------- | -------------------- | -------------------- | --------------------- |
| 2012     | 並非一部牛仔電影（） | 法國                 | 班傑明·帕倫特         |
| 2015     | 失落皇后（）         | 智利                 | 伊格納西奧·尤里西克   |
| 2016     | 告訴她我愛她（）     | 法國                 | 安娜·卡澤納夫·坎貝特  |
| 2017     | 春光之島（）         | 法國                 | 楊·岡薩雷茲           |
| 2018     | 孤兒（）             | 巴西                 | 卡洛琳娜·馬爾科維奇   |
| 2019     | 我們與天空的距離（Η απόσταση ανάμεσα στον ουρανό κι εμάς） | 希腊                 | 瓦西利斯·凱卡托斯     |
| 2020     | 因法國新冠疫情而停辦 | 因法國新冠疫情而停辦 | 因法國新冠疫情而停辦  |
| 2021     | 雨燕的墜落（La Caída del vencejo）       | 西班牙               | 貢薩洛·昆科塞斯       |
| 2021     | 弗里達（）           | 德国                 | 亞歷山大·奧迪克       |
| 2022     | 當我望向你的時候     | 中国                 | 黃樹立                |
| 2023     | 波萊羅（Boléro）           | 法國                 | 南斯·拉博德·茹爾達    |
| 2024     | 南方新娘（）         | 西班牙               | 艾琳娜·洛佩斯·里艾拉  |
| 2025     | 山羊！（）           | 马来西亚             | 阿南特·蘇布拉曼尼亞姆 |

## 外部連接
- 官方网站（法文）（英文）
- 酷兒棕櫚獎的Instagram帳戶
- 酷兒棕櫚獎的Facebook專頁